# Sovereign citizen-rörelsen

En version av USA:s flagga som används av vissa inom sovereign citizen-rörelsen.

Sovereign citizen-rörelsen eller suverän medborgar-rörelsen (engelska: Sovereign citizen movement) är en löst sammansatt gruppering i främst USA som inte vill betala skatt och som anser att de själva kan välja vilka lagar de ska följa..
Karaktäristiskt för rörelsen är att den är en magnet för charlataner och rättshaverister i vilken en mängd vantolkningar av amerikansk rätt förs fram, exempelvis att Konfederationsartiklarna fortfarande gäller när de i själva verket ersattes av USA:s konstitution år 1789.

## Bakgrund
Självbeskrivna "suveräna medborgare" ser sig vara ansvariga endast för deras särskilda tolkning av angloamerikansk rätt och anser att de inte omfattas av lagar om de inte själva väljer det. De avvisar särskilt de flesta former av beskattning som olagliga. Deltagarna i rörelsen argumenterar för detta koncept i motsats till idén om "federala medborgare", som, säger de, omedvetet har förlorat sina rättigheter genom att acceptera någon aspekt av federal lag. Rörelsens doktriner liknar freemen-on-the-land som finns i Samväldet, till exempel i Storbritannien och i Kanada. Rörelsen kan spåras tillbaka till vit makt-grupper som Posse Comitatus och den konstitutionella milisrörelsen.
Många medlemmar av den suveräna medborgarrörelsen tror att USA:s federala statsmakt är olaglig.  Vissa suveräna medborgare hävdar också att de kan bli immuna mot de flesta eller alla lagar i USA genom att avstå från sitt medborgarskap, en process som de kallar "expatriation". Det sägs ske genom att arkivera eller leverera ett dokument till något offentligt organ som kan övertygas om att acceptera det, där de säger sig avstå från medborgarskap i "federala korporationen" och förklarar sig vara medborgare endast i delstaten där de bor. De hävdar att USA gick i konkurs 1933 och att landet därefter använder sina medborgare som säkerhet i affärsuppgörelser med andra länder. Detta är ofta kopplat till föreställningen att det finns en administrativ dubbelgångare till varje verklig människa, och att denna administrativa dubbelgångare skapas genom födelseattesten.
Federal Bureau of Investigation (FBI) klassificerar vissa suveräna medborgare ("sovereign citizen extremists") som inhemska terrorister, liksom Tyskland och polisen i Australien. Southern Poverty Law Center (SPLC) uppskattade att år 2011 var cirka 100 000 amerikaner  "övertygat troende", med ytterligare 200 000 "som bara börjat med att prova rörelsens metoder för att bestrida allt från fortkörningsböter till åtal för narkotikabrott". Bland metoderna finns försök till stämningar, att begära panträtt för påhittade skulder och att ofreda personer med vad som kallats papperskrig och pappersterrorism. Deras dokument är ofta skrivna på ett egenartat sätt  och de tror att om de kan skriva precis rätt kombination av ord, interpunktion, färg och så vidare kan de uppnå det de vill med sina dokument.
Rörelsen är starkast i USA och i länder i Samväldet. Den finns också i Tyskland (där dess utövare, Reichsbürger "riksmedborgare", inte erkänner förbundsrepubliken utan hävdar att Tyska riket aldrig avskaffades), och i Sverige finns rörelsens tankegångar hos en del av de aktörer som Säkerhetspolisen följer.

## Rörelsens teorier
Den kanadensiske forskaren Donald J. Netolitzky har identifierat sex kärnbegrepp i vad han kallar "pseudojuridik-memeplexet" som uppstod i den amerikanska sovereign citizen-rörelsen och sedan spred sig till andra liknande rörelser:
1) Teorin om att "allt är ett kontrakt": regeringar har ingen särskild inneboende auktoritet via lagstiftning eller andra medel om man inte samtycker till att vara underkastad denna auktoritet. Samhällskontraktet är därför ett individuellt snarare än ett kollektivt val och människor kan avvisa statens auktoritet liksom de kan avvisa ett kontraktserbjudande. Praktiskt taget varje interaktion med en myndighet är ett potentiellt "osynligt kontrakt" som kan binda individen i skyldigheter. Men individer kan göra sig immuna mot lagar och myndigheter genom att vägra "samtycke" till dem. Den grundläggande bristen i detta centrala pseudojuridiska koncept är att regerings- och domstolsauktoritet inte är en produkt av individuellt "samtycke", inte heller är relationen mellan staten och en individ baserad på avtal.
2) "Tystnad innebär samtycke": tystnad anses vara samtycke till alla slags dokument och varje påstående eller påstådd faktauppgift som placeras i ett edsvuret dokument (ofta kallat i engelsk pseudojuridisk jargong "affidavit of truth") anses vara bevisat som sant om motparten inte bestrider det. Denna tro, som härrör från en feltolkning av den juridiska maximen "Den som inte förnekar, medger", är kopplad till konceptet om "osynliga kontrakt" genom att det innebär att människor alltid bör vidta åtgärder för att undvika offentliga myndigheters "kontraktserbjudanden".
3) Det finns inget brott om det inte finns någon skadad part: detta är baserat på en feltolkning av skadeståndsrätt. Teorin innebär att rättsväsendet inte kan beivra några brott eller förbud så länge ingen skadats. Detta argument används till exempel vid trafikbrott, vid krav på olika tillstånd och kring skatter.
4) Statens auktoritet är på något sätt bristfällig eller begränsad: detta innebär i allmänhet att vissa regleringar – eller alla regleringar – är illegitima och kan ignoreras om man använder rätt procedurer eller hänvisningar. Detta kan innebära tron att individer har delvis eller fullständig suveränitet och är oberoende av regeringen i landet där de bor, så att inga lagar, eller endast vissa lagar, gäller för dem.  Ibland sägs länder inte vara legitima eftersom de är företag och det är viktigt att undvika att bli bunden av ett kontrakt med detta företag.
5) Halmdockateorin, betraktad av Netolitzky som den mest innovativa komponenten av pseudojuridik: en individ har två personer, en av kött och blod och den andra en separat administrativ dubbelgångare ("halmdockan") där alla skulder, ansvar, skatter och juridiska skyldigheter gäller halmdockan snarare än kött- och blodpersonen. Många argument kopplade till halmdockateorin kretsar kring tron att födelseattesten ger staten juridiskt ägande av ett personnamn och att vägra använda detta namn därför befriar en från domstolens jurisdiktion. Olika grupper förespråkar att man kan undvika detta statliga ägande genom att skilja mellan versal och gemen versioner av sitt namn, eller genom att lägga till interpunktion i sitt namn. Användningen av tumavtryck och signaturer i rött bläck i dokument är avsedd att skilja "människor av kött och blod"  från den fiktiva "halmdockan", eftersom svart och blått bläck anses indikera företag.
6) Olika missuppfattningar och konspirationsteorier: kring skatter som anses vara illegitima, kring banker som anses "skapa pengar ur tomma intet" vilket innebär att en låntagare inte har någon skyldighet att betala tillbaka, kring valuta, till exempel att pengar är värdelösa om de inte är uppbackade av guld och kring olika sätt att extrahera pengar från regeringen. Några av dessa koncept, kopplade till halmdockateorin, innebär att regeringen skapar en hemlig fond för alla vid födseln, och att det finns en procedur för att "lösa in" pengar från denna fond.